# Junkerhof Toruń

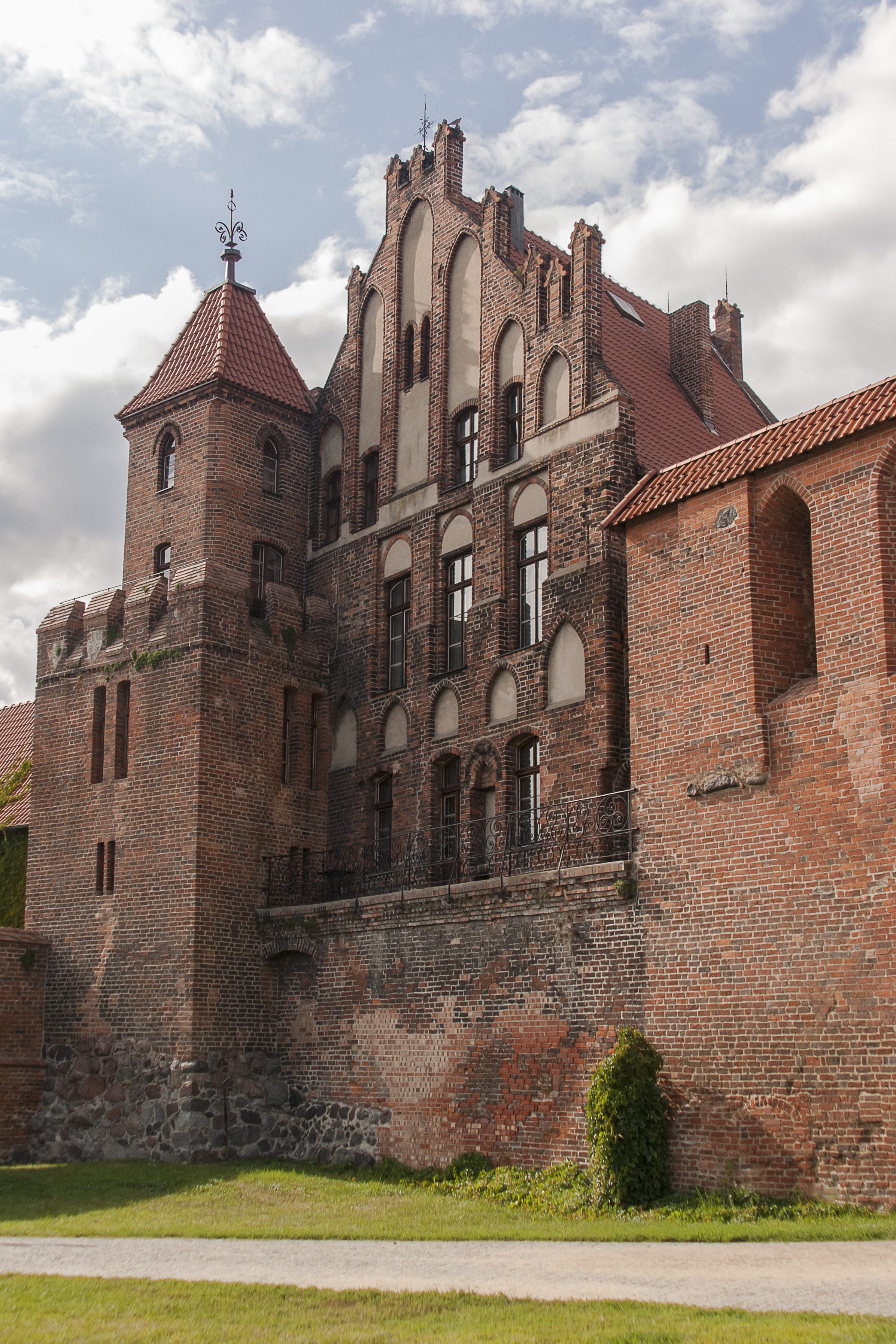
Dwór mieszczański,
Junkerhof/Bürgerhof

Der Junkerhof (polnisch: Dwór Mieszczański – Bürgerhof) in Toruń (Thorn) war der Sommersitz der St.-Georgs-Bruderschaft. Diese Vereinigung von Patriziern besaß schon seit 1310/1311 den Artushof, in dem dann 1466 der Zweite Thorner Frieden geschlossen wurde.

## Geschichte
Nachdem die Bürger der Stadt 1454 die Burg des Deutschen Ordens in der Stadt zerstört hatten, errichtete sich die Bruderschaft 1489 neben der „Warte“, dem südwestlichen Eckturm der Burg, ein zweites Domizil, wahrscheinlich aus Ziegelsteinen der Burgruine. Es ist seither in die dem Weichselufer zugewandte altstädtischen Stadtmauer einbezogen und steht zwischen dem westlichen Burggraben und dem Brückentor, polnisch Brama Mostowa. Später wurde das Gebäude als Schule genutzt. Durch mehrere Umbauten ging der gotische Charakter zeitweilig verloren, wurde aber im 19. Jahrhundert wiederhergestellt.

## Gegenwart
Heute wird der Dwór Mieszczański von der Vereinigung der Partnerstädte Toruńs genutzt. Er wird auch „Dwór Bractwa Św. Jerzego“ (Hof der Georgsbruderschaft) genannt. Beide Namen können Verwirrung stiften: Junker und Bürger waren sehr unterschiedliche soziale Gruppen, und „Hof der Georgsbruderschaft“ ist gleichzeitig eine Charakterisierung des Artushofes.